# 이사발호

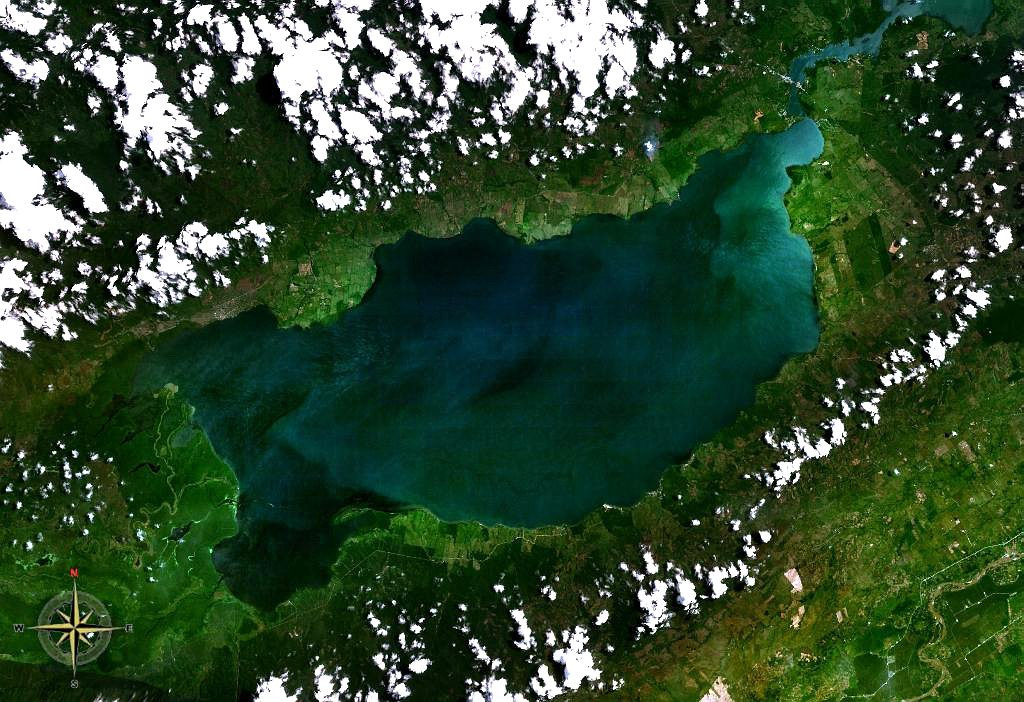
이사발 호의 위성사진

이사발 호(스페인어: Lago de Izabal)는 과테말라 동부 이사발 주에 위치한 호수로 면적은 589.6km2, 최대 수심은 18m이다. 폴로칙(Polochic) 강에서 유입되어 엘골페테(El Golfete) 호와 리오둘세(Río Dulce) 강을 거쳐 카리브해의 온두라스 만으로 빠져나온다.